# Новоалександровка (Казанський район)
Новоалекса́ндровка (рос. Новоалександровка) — присілок у складі Казанського району Тюменської області, Росія.
Населення — 359 осіб (2010, 444 у 2002).
Національний склад станом на 2002 рік:
- росіяни — 92 %